# Ольшанка (Крыжопольский район)
О́льшанка (укр. Ві́льшанка) — село на Украине, находится в Крыжопольском районе Винницкой области. Старое название - Ольшанка Побережская.
Код КОАТУУ — 0521985503. Население по переписи 2001 года составляет 1640 человек. Почтовый индекс — 24624. Телефонный код — 4340.
Занимает площадь 7,2 км².

## Религия
В селе действует Свято-Троицкий храм Крыжопольского благочиния Могилёв-Подольской епархии Украинской православной церкви.

## Адрес местного совета
24624, Винницкая область, Крыжопольский р-н, с. Ольшанка, ул. Тельмана, 13, тел. 2-95-31; 2-95-42

## Известные люди
В селе родились:
Трублаини, Николай Петрович.